# Włodzimierz Marciniak (działacz kombatancki)
Włodzimierz Jan Marciniak (ur. 13 czerwca 1937 w Warszawie) – uczestnik wydarzeń poznańskiego czerwca w 1956. Od 2002 prezes Związku Kombatantów i Uczestników Powstania Poznańskiego Czerwca 1956.

## Życiorys
Urodził się w Warszawie, którą jego rodzina opuściła po powstaniu warszawskim. W czasie okupacji niemieckiej jego rodzice związani byli z podziemiem niepodległościowym. Jego krewnym był między innymi pierwszy naczelnik Szarych Szeregów Florian Marciniak. W momencie wybuchu poznańskiego czerwca był pracownikiem hurtowni Centrofarma i spontanicznie przyłączył się do protestujących robotników Zakładów Przemysłu Metalowego H. Cegielski Poznań. Wziął udział między innymi w walkach o gmach Wojewódzkiego Urzędu Bezpieczeństwa Publicznego. Został aresztowany w godzinach rannych 29 czerwca 1956. W trakcie śledztwa był bity. Według jego własnej relacji w trakcie śledztwa wybito mu zęby, złamano obojczyk i nos oraz uszkodzono kręgosłup. Pierwotnie przedstawiono mu zarzuty i planowano posadzenie go na ławie oskarżonych  jednak ostatecznie w październiku 1956 został zwolniony z aresztu. Został też doprowadzony jako świadek przed Sąd Wojewódzki w Poznaniu na proces dziesięciu, gdzie w trzecim dniu procesu transmitowanego przez radio, 8 października 1956, złożył zeznania obciążające uczestnika Poznańskiego Czerwca 1956 Janusza Kulasa.  W wyniku represji został między innymi zwolniony z Centrofarmy. Ze względu na problemy z podjęciem pracy, pracował krótkookresowo między innymi jako ślusarz i w Państwowym Gospodarstwie Rolnym. W okresie stanu wojennego kolportował prasę i znaczki drugiego obiegu. Jest współzałożycielem i prezesem Związku Kombatantów i Uczestników Powstania Poznańskiego Czerwca 1956. Był inicjatorem powstania Pomnika Poległych w Powstaniu Poznańskim.